# Prasinocyma megacydes
Prasinocyma megacydes là một loài bướm đêm trong họ Geometridae.